# 大西研也
大西 研也（おおにし けんや、1995年7月27日 - ）は、日本棋院所属の囲碁棋士。千葉県出身。

## 経歴
始めたきっかけは、小学１年の時に見たテレビアニメ『ヒカルの碁』。祖父や近所の公民館で大人を相手に、ルールを覚えながら対局を重ねた。２年生からは毎週土曜日に、船橋市で子供たちに囲碁を教えている山下功先生の塾に通い始めた。
2005年、４年生で少年少女囲碁大会 全国大会 小学生の部で第2位となる。日本棋院の院生試験にも合格。週末の棋院通い、家での棋譜並べやネット碁で腕を磨いた。
2011年、3度目の採用試験 本戦で12勝3敗の1位となりプロ入り。2012年4月1日入段。
2014年、賞金ランキングによりニ段に昇段。天元戦の本戦に出場するも、一回戦で一力遼に敗れる。
2015年、日台精鋭交流戦で5勝1敗。
2016年、三段に昇段。
2017年、本因坊戦の最終予選に出場するも、一回戦で余正麒に敗れる。
2018年、新人王戦の決勝三番勝負 0勝2敗で広瀬優一に敗れ準優勝。
2019年、四段に昇段。
2021年、天元戦の本戦に出場するも、一回戦で山下敬吾に敗れる。

### 良績
- 新人王戦 準優勝（第43期）
- 天元戦 本戦進出（第41, 47期）[4][9]
- 本因坊戦 最終予選進出（第73期）[6]

### 昇段履歴
| 段位 | 日付           | 昇段規定                           |
| ---- | -------------- | ---------------------------------- |
| 初段 | 2012年4月1日   | 冬季棋士採用試験 本戦 12勝3敗で1位 |
| 二段 | 2014年1月1日   | 賞金ランキング                     |
| 三段 | 2016年11月25日 | 勝ち星対象棋戦通算40勝             |
| 四段 | 2019年7月26日  | 勝ち星対象棋戦通算50勝             |
| 五段 | 2023年1月1日   | 賞金ランキング                     |
| 六段 | 2024年1月1日   | 賞金ランキング                     |